# Élénie du Roraima
Elaenia olivina
Espèce
Statut de conservation UICN

 LC  : Préoccupation mineure
L’Élénie du Roraima (Elaenia olivina), aussi appelée Élénie des tépuis, est une espèce de passereau de la famille des Tyrannidae,. Avant les études génétiques de Rheindt et al., publiées en 2008 et 2009, elle était considérée comme une sous-espèce d'Elaenia pallatangae.

## Systématique
Cet oiseau est représenté par deux sous-espèces selon la classification de référence du Congrès ornithologique international (version 9.1, 2019) :
- Elaenia olivina olivina Salvin & Godman, 1884 : tepuys du sud du Venezuela et des régions limitrophes du Guyana et de l'extrême nord du Brésil ;
- Elaenia olivina davidwillardi Dickerman & Phelps Jr, 1987[5] : tepuys du sud du Venezuela[1],[3],[6].